# Montezine
Fábio César Montezine, mais conhecido como Montezine (Londrina, 24 de fevereiro de 1979), é um ex-futebolista brasileiro, naturalizado qatarense, que atuava como meia.

## Títulos
Umm Salal
- Copa do Emir do Catar: 2008, 2010
- Copa del Jeque Jassem: 2009

Al-Rayyan
- Copa do Emir do Catar: 2011
- Copa del Jeque Jassem: 2012
- Copa do Catar: 2012